# Tri dňa
Tri dňa (Trys dienos) je sovětsko-litevský film z roku 1992, který natočil režisér Šarūnas Bartas podle vlastního scénáře. Jeho děj se odehrává v Kaliningradu. Tam přijíždí dva litevští mladící a setkávají se se dvěma ruskými dívkami. Zažívají zde hroutící se mrtvé město. Jednu z dívek hraje Bartasova manželka Jekatěrina Golubeva, jednoho z mužů režisér Audrius Stonys (jeho jediná filmová role). Snímek byl uveden v sekci Forum na 42. ročníku Berlínského mezinárodního filmového festivalu, kde získal dvě ceny. Jedno ocenění rovněž dostal na Evropských filmových cenách.